# Akkordtastatur

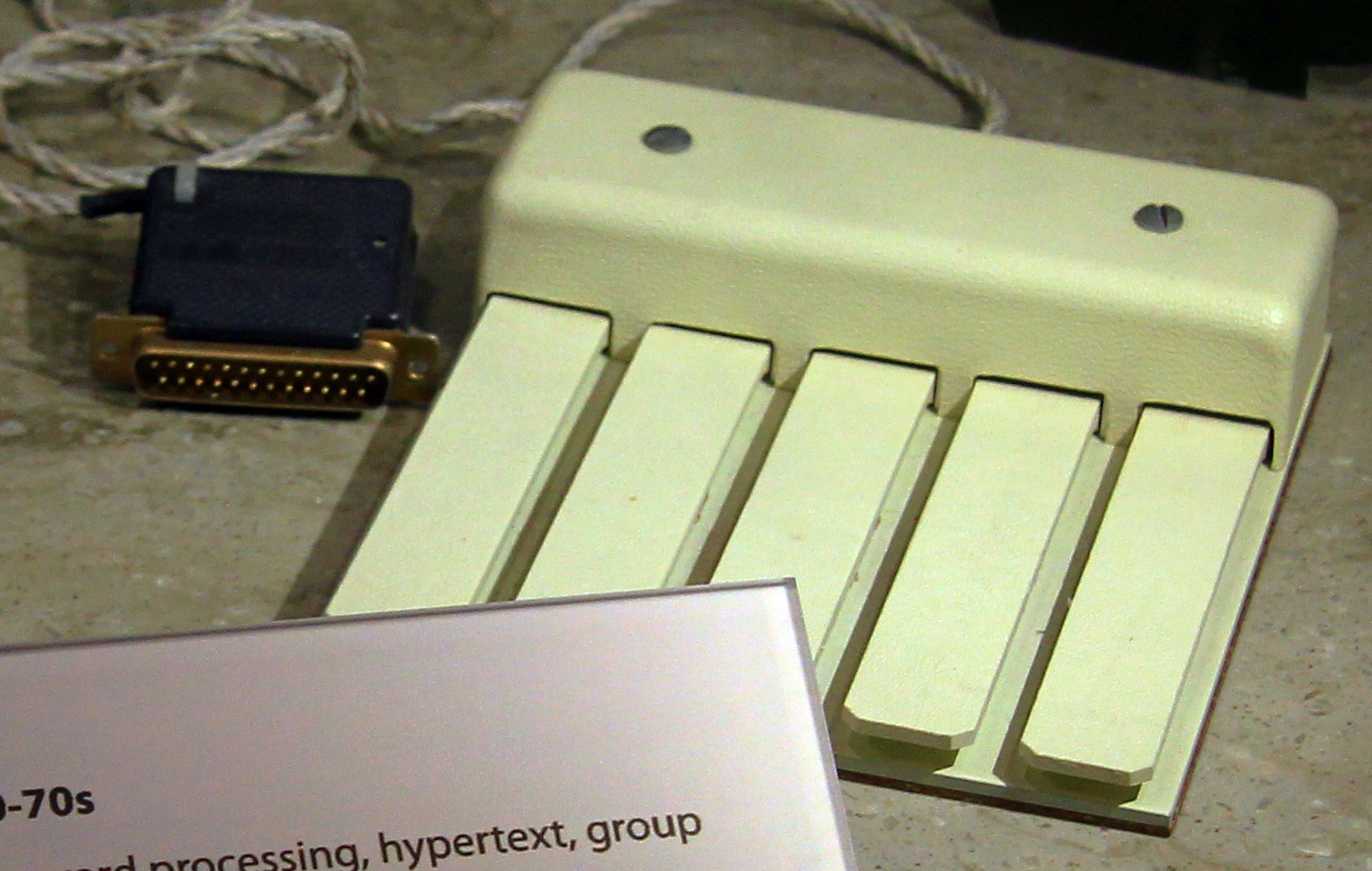
Einhandtastatur von Douglas Engelbart (ca. 1960–1970)

Eine Akkordtastatur ist eine Tastatur, die allein durch Bewegung der Finger und ohne Handbewegungen und oft auch mit nur einer Hand betätigt werden kann. Um die komplette Tastaturfunktionalität zu erreichen, muss man dabei ggf. mehrere – bis hin zu fünf – Tasten gleichzeitig drücken, so dass die Zeichen gleichsam wie bei einem Klavier als Akkorde dargestellt werden. Dazu weist die Tastatur besonders viele Modifier-Tasten auf.
Diese Tastaturen kommen zum Einsatz, wenn normale Tastaturen unpraktisch wären (zum Beispiel wenn die Eingaben im Stehen, Gehen oder Liegen (Bettlägerigkeit) zu erfolgen haben). Zur einfacheren Bedienung werden die Akkorde nach Erkenntnissen aus der Codierungstheorie und der Psychologie festgelegt, um einfache Akkorde für häufige Zeichen verwenden zu können.
Nachteilig ist der vergleichsweise höhere Trainingsaufwand, wobei nach abgeschlossener Lernphase normale oder schnellere Zeichenraten als mit Standardtastaturen erreicht werden können. Akkordtastaturen für Stenographen zählen zu den schnellsten und exaktesten Eingabegeräten für Texte, wofür jedoch typischerweise eine dreijährige, intensive Ausbildung des Benutzers erforderlich ist.

## Geschichte

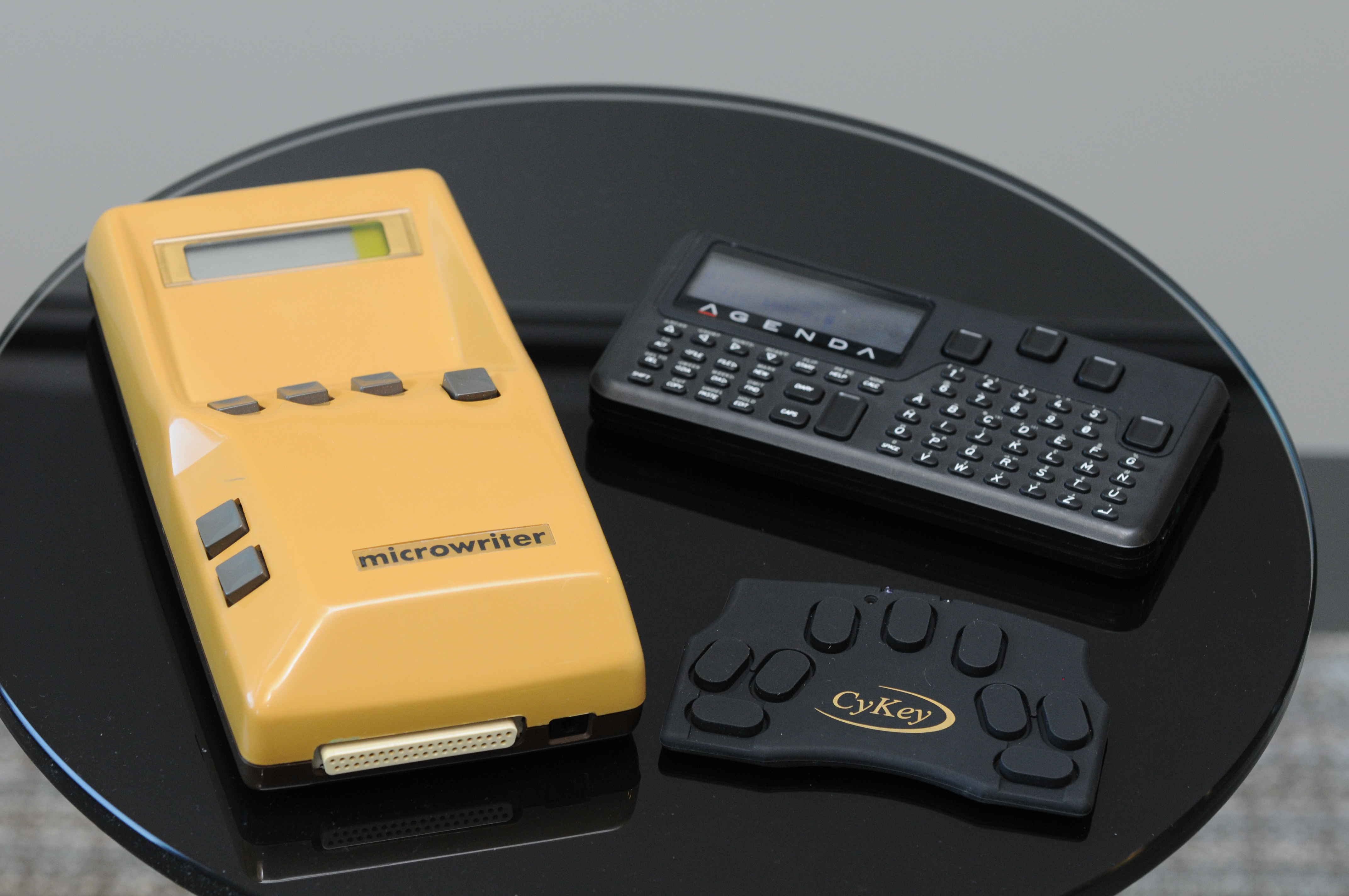
Microwriter (links) mit Nachfolger CyKey (rechts vorne)

Der Erfinder der Computermaus, Douglas C. Engelbart, entwarf in den 1960er Jahren eine Akkordtastatur als seinerzeit neuartiges Tastaturkonzept. Seine Tastatur besteht aus nur fünf unbeschrifteten Tasten und kann mit einer Hand bedient werden, wobei für die meisten Zeichen mehrere Tasten zugleich gedrückt werden müssen. Ihr Vorteil ist, dass die Finger auf den Tasten ruhen. Seine Untersuchungen ergaben, dass sich die Bedienung einer solchen Tastatur schneller erlernen lässt als die einer herkömmlichen Tastatur. In Kombination mit der Maus hätte der Benutzer damit für jede Hand jeweils ein Eingabegerät.
1978 stellten der US-amerikanische Regisseur Cy Endfield und sein britischer Partner Chris Rainey Microwriter MW4 mit sechs Tasten und einem LC-Display vor. Den Angaben zufolge war die Bedienung in weniger als einem halben Tag erlernbar, weil die Tastenzuordnung als mnemonische Hilfe der Form der Buchstaben angepasst war. 1996 stellte die britische Firma Bellaire Electronics mit CyKey eine von Chris Rainey betriebene Weiterentwicklung mit vier zusätzlichen Tasten vor. Sie konnte sowohl mit der linken als auch der rechten Hand bedient werden und erlaubte die Eingabe vieler Sonderzeichen. Aufgrund der ungewohnten Bedienung blieb ihnen der Markterfolg versagt.